# Domingos Rocco
Domingos Rocco foi um arquiteto italiano que projetou diversos prédios no Rio Grande do Sul no final do século XIX e início do século XX.
No mês de novembro de 1898, se encontrava em Pelotas, procedente de Porto Alegre, onde fixou residência, estabelecendo também uma firma de construções que foi responsável pela construção do Paço Municipal. Este edifício, com dois andares e sem porão, foi inaugurado pelo intendente José Otávio Gonçalves,  em fevereiro de 1900. Rocco também projetou a residência do intendente, edificada quatro anos depois do palacete administrativo.
Em Porto Alegre foi responsável pelo projeto do Cine Theatro Capitólio, de arquitetura eclética.